# Лоуренс, Генри Монтгомери
Генри Монтгомери Лоуренс (28 июня 1806 — 4 июля 1857) — британский военачальник и государственный деятель на территории Британской Индии, погибший при обороне Лакхнау во время Восстания сипаев.
Родился на Цейлоне в семье иммигрантов-ирландцев, был старшим ребёнком в семье. Образование получил в колледже Фойла и в военной семинарии в Эддискомбе. В 1823 году начал службу в полку бенгальских артиллеристов, расквартированном в пригороде Калькутты Дум-Думе. Принимал участие в Первой англо-бирманской войне, в результате долгого пребывания в джунглях заболел тропической лихорадкой; несмотря на лечение в Великобритании, не смог полностью оправиться от болезни до конца жизни. Часто конфликтовал с вышестоящими властями, требуя улучшения положения простых индийцев.
Несмотря на проблемы со здоровьем, в 1829 году вернулся в Индию и был назначен налоговым инспектором в Горакхпуре. В этот период жизни женился на своей кузине и активно инспектировал деревни на довольно значительной территории. Был английским резидентом в Афганистане и Непале, после Первой англо-сикхской войны был агентом генерал-губернатора и затем британским резидентом в Лахоре. В 1856 году был назначен главным комиссаром присоединённой к Британской Индии области Ауд. В 1857 году находился в Лакхнау. Когда началось восстание сипаев, возглавил гарнизон из 1700 человек для обороны города и стал одной из первых жертв восстания: был ранен осколком снаряда 2 июля и скончался спустя два дня.
В Великобритании долгое время почитался как национальный герой, показавший пример верности исполнению своего долга. Также известен тем, что по его инициативе на территории Британской Индии основывались так называемые «военные приюты» для детей британских солдат, служивших в Индии.